# Xã Joubert, Quận Douglas, South Dakota
Xã Joubert (tiếng Anh: Joubert Township) là một xã thuộc quận Douglas, tiểu bang Nam Dakota, Hoa Kỳ. Năm 2010, dân số của xã này là 127 người.